# Soldati stranieri nella Guerra civile americana
Durante la guerra di secessione americana, furono molti i soldati stranieri che si arruolarono negli eserciti americani in lotta tra loro, come volontari. La maggior parte delle reclute straniere si unirono all'esercito dell'Unione nordista che riuscì con una adeguata campagna a ottenere il favore di molti volontari dall'estero. Ad ogni modo furono a migliaia gli immigrati e i mercenari che prestarono servizio presso l'esercito della Confederazione.

## L'Unione

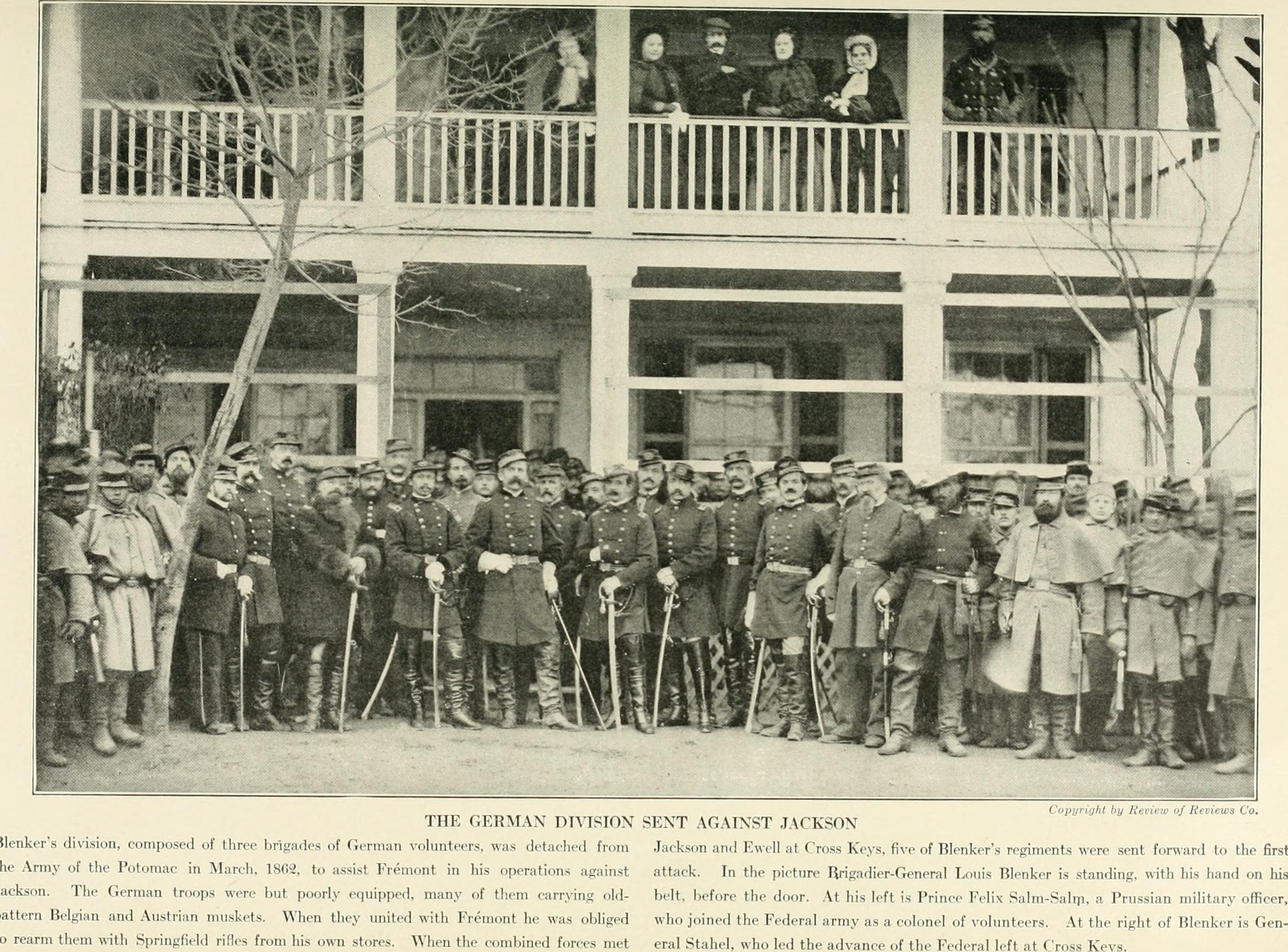
La German Division dell'Armata del Potomac che venne inviata contro il generale Jackson, guidata dal maggiore generale Julius Stahel, dal brigadiere generale Louis Blenker e dal colonnello Felix di Salm-Salm, un principe prussiano.

L'esercito dell'Unione nordista dalle sue origini disponeva di contingenti composti da irlandesi-americani e da tedeschi-americani, perlopiù collocati nel 79th New York Highlanders, che erano discendenti di cittadini americani da diverse generazioni che risiedevano negli Stati Uniti già prima della guerra.
Ad ogni modo nel corso della guerra, furono moltissimi i coscritti provenienti da nazioni esterne che appoggiavano gli ideali di libertà e fratellanza dell'Unione nordista e che per questo decisero di emigrare negli Stati Uniti e di iscriversi nelle liste d'esercito degli unionisti. Questo fatto, ad ogni modo, non mancò di creare delle problematiche mai viste in precedenza come ad esempio le difficoltà nelle comunicazioni in quanto i reggimenti erano composti ora da persone che parlavano lingue diverse. Tra i volontari si contavano infatti tedeschi, irlandesi, italiani, polacchi e persone provenienti da altri paesi europei. Un reggimento in particolare era composto da ufficiali e soldati provenienti da quindici nazioni diverse e pertanto tutti gli ordini del comandante dovevano essere tradotti in sette lingue diverse. Il maggiore generale Franz Sigel, a capo di una divisione tedesco-ungherese, assoldò un traduttore ufficiale per i propri ordini, come pure per tradurgli tutti i rapporti provenienti dalla divisione stessa.
I soldati di colore e meticci dell'Unione provenivano quasi tutti dal territorio britannico delle Bermuda. Tra questi divennero particolarmente noti Robert Tappin (che aveva già servito nella marina statunitense dal 1863 al 1864), John Wilson e Joseph Thomas del 31st Colored Infantry Regiment, John Thompson del 26th Colored Infantry, Wate O. Harris del 6th Coloured Infantry e George Smith. Il sergente Robert John Simmons del 54th Massachusetts Infantry Regiment, che già era stato soldato per gli inglesi in patria, morì nella seconda battaglia di Fort Wagner presso Charleston, nella Carolina del Sud.
Tra i cittadini anglofoni, vi erano anche parecchi emigrati irlandesi. Molti di questi presero parte ai raid feniani in Canada dopo la guerra, opponendosi simbolicamente anche al governo del Regno Unito che in patria negava all'Irlanda l'indipendenza che da tempo i suoi cittadini richiedevano.

## La Confederazione
Migliaia di immigrati negli stati della Confederazione già prima della guerra quando questa scoppiò chiesero di essere iscritti come volontari nell'esercito confederato. Quest'ultimo disponeva di unità provenienti dall'Irlanda, dalla Polonia oltre a diverse compagnie tedesche e messicane. La divisione più nota era quella comprendente persone di ascendenza europea che vivevano da tempo in Louisiana, che vennero comandati dal maggiore generale francese conte Camille Armand Jules Marie, principe di Polignac.
La guerra divise non solo la popolazione americana, ma anche quella inglese, tra quelli che per motivi economici volevano sostenere i successi del sud e quanti invece erano favorevoli ai nordisti. Quanti anche nel Regno Unito dipendevano nelle loro fortune dall'industria del cotone (largamente prodotto al sud degli Stati Uniti) e che erano contrari all'abolizione della schiavitù o che in generale approvavano gli ideali conservatori, appoggiarono anche materialmente la Confederazione.
La colonia delle Bermuda, che era rimaste una delle ultime degli inglesi nell'area degli Stati Uniti, aveva sempre mantenuto rapporti amichevoli e di interesse economico con la nuova nazione che le era sorta a fianco e per questo motivo, allo scoppio della guerra, molti bermudiani si portarono a simpatizzare per i ribelli durante lo scontro di secessione, fornendo navi e munizioni in cambio dell'esenzione dall'embargo del cotone verso l'Europa promosso localmente per la teoria del King Cotton. Questo era il principale porto a cui attraccavano i violatori di blocco e da dove poi il cotone di contrabbando giungeva in qualche modo in Europa.
La stessa Inghilterra, pur non potendosi schierare per ragioni economiche e di stato a favore della Confederazione sudista, continuò a supportarne l'economia attraverso i violatori di blocco e grazie ai molti cittadini inglesi che presero parte alla guerra nelle file delle forze confederate, come ad esempio Henry Wemyss Feilden, il quale si dimise dall'esercito inglese per divenire ufficiale confederato, e lo scozzese William Watson, che prestò servizio come sergente nel 3rd Louisiana Infantry prima di guidare una ciurma di violatori di blocco.